# مصطفی اردستانی
مصطفی اردستانی (زاده ۱۱ دی ۱۳۲۸ پیشوا – درگذشته ۱۵ دی ۱۳۷۳ اصفهان) سرتیپ خلبان نورثروپ اف-۵ نیروی هوایی ارتش جمهوری اسلامی ایران و معاون عملیات این نیرو طی سال‌های ۱۳۶۶ تا ۱۵ دی ۱۳۷۳ بود. اردستانی در ۱۵ دی ۱۳۷۳ در یک سانحه هوایی به همراه جمعی از مقامات ارشد نیروی هوایی ارتش در نزدیکی فرودگاه شهید بهشتی اصفهان درگذشت.

## زندگی‌نامه
وی در سال ۱۳۲۸ در روستای قاسم آباد شهر پیشوا از توابع شهرستان ورامین زاده شد. تحصیلات ابتدایی و متوسطه را در پیشوا گذراند. در سال ۱۳۵۰ وارد دانشکده خلبانی نیروی هوایی شد. پس از گذراندن مقدمات آموزش پرواز در ایران، به منظور تکمیل دوره خلبانی به آمریکا اعزام گردید و پس از اخذ مدرک دانشنامه خلبانی به ایران بازگشت و با درجه ستوان دومی در پایگاه چهارم شکاری دزفول به عنوان خلبان هواپیمای اف ۵ مشغول به خدمت شد. اردستانی در سال ۱۳۵۹ به عنوان افسر خلبان شکاری در پایگاه دوم شکاری تبریز مشغول به خدمت بود که جنگ ایران و عراق آغاز شد، وی در سال ۱۳۶۰ به عنوان فرمانده پایگاه پنجم شکاری (امیدیه) انتخاب شد. علاوه بر مسئولیت فرماندهی، خود نیز شخصاً در پروازهای جنگی شرکت می‌نمود. در سال ۱۳۶۳ به سِمَت معاون عملیاتی پایگاه دوم شکاری منصوب شد. پس از ۳ سال انجام وظیفه در این مسئولیت، در سال ۱۳۶۶ به عنوان مدیریت آموزش عملیات نیروی هوایی ارتش جمهوری اسلامی ایران منصوب شد. پس از درگذشت عباس بابایی، که معاونت عملیات نیروی هوایی را عهده‌دار بود، اردستانی به این سمت (معاونت عملیات نیروی هوایی) برگزیده شد و تا زمان درگذشت در ۱۵ دی ۱۳۷۳ عهده‌دار این مسئولیت بود. مصطفی اردستانی در ۱۵ دی ۱۳۷۳ در یک سانحه هوایی به‌همراه منصور ستاری (فرمانده وقت نیروی هوایی) و جمعی از مقامات ارشد نیروی هوایی ارتش در نزدیکی فرودگاه شهید بهشتی اصفهان درگذشتند.
مصطفی اردستانی، در مدت زمان حضورش در جنگ ایران و عراق ۴۰۰ پرواز خارج از مرزهای ایران و در مجموع ماموریت‌هایش ۱۷۴۲ ساعت پرواز درون مرزی داشته است. همچنین بنابه گزارش ایسنا، او ۷۴ پرواز عملیاتی برون‌مرزی، ۱۷۹ پرواز گشت هوایی و ۱۵۰ پرواز عملیات پشتیبانی رزمی از نیروهای زمینی را انجام داده است. در سال‌ ۱۳۶۸ در طی مراسمی به تعدادی از فرماندهان سپاه پاسداران و ارتش که نقش مهمی در عملیات‌های جنگ هشت ساله ایران و عراق داشتند؛ نشان‌های فتح ۱ و ۲ و ۳ داده شد و خلبان اردستانی از جمله خلبانان ارتش می‌باشد که دارای نشان فتح۲ —از نشان‌های نظامی جمهوری اسلامی ایران— است.